# Гура-Яломіцей
Гура-Яломіцей (рум. Gura Ialomiței) — село у повіті Яломіца в Румунії. Адміністративний центр комуни Гура-Яломіцей.
Село розташоване на відстані 134 км на схід від Бухареста, 34 км на північний схід від Слобозії, 91 км на північний захід від Констанци, 82 км на південь від Галаца.

## Населення
За даними перепису населення 2002 року у селі проживали 1352 особи, з них 1351 особа (99,9%) румунів. Рідною мовою 1351 особа (99,9%) назвала румунську.